# ناتاليا جيديك
ناتاليا جيديك (بالروسية: Жедик, Наталья Валерьевна) مواليد 11 يوليو 1988 في سانت بطرسبرغ، هي لاعبة كرة سلة روسية. تلعب مع نادجدا أورينبورغ في الدوري الروسي لكرة السلة للسيدات. مثلت منتخب بلادها. شاركت في دورة الألعاب الأولمبية الصيفية سنة 2012.

## روابط خارجية
- ناتاليا جيديك على موقع الاتحاد الدولي لكرة السلة (الإنجليزية)
- ناتاليا جيديك على موقع كرة السلة الأوروبية.كوم (الإنجليزية)
- ناتاليا جيديك على موقع بروبوليرز (الإنجليزية)
- ناتاليا جيديك على موقع سبورتس رفرنس (الإنجليزية)
- ناتاليا جيديك على موقع أوليمبيديا (الإنجليزية)